# Hudson Yards
Hudson Yards est un projet de complexe d'immeubles situé dans le quartier du même nom (en) situé entre celui de Chelsea et de Hell's Kitchen à Manhattan à New York.
Les bâtiments sont construits sur le site de West Side Yard (en), la gare de triage utilisée pour le métro de la ville.

## Histoire
La première phase de construction, commencée en décembre 2012 et terminée en 2019, comprend un espace vert, des immeubles d'habitation, des bureaux, une galerie commerciale, un hôtel et un centre culturel. Le complexe est constitué de 6 gratte-ciels (10, 15, 30, 35, 50 (en) et 55 Hudson Yards), d'une structure en escaliers monumentale, The Vessel, et du Shed, un centre culturel polyvalent.

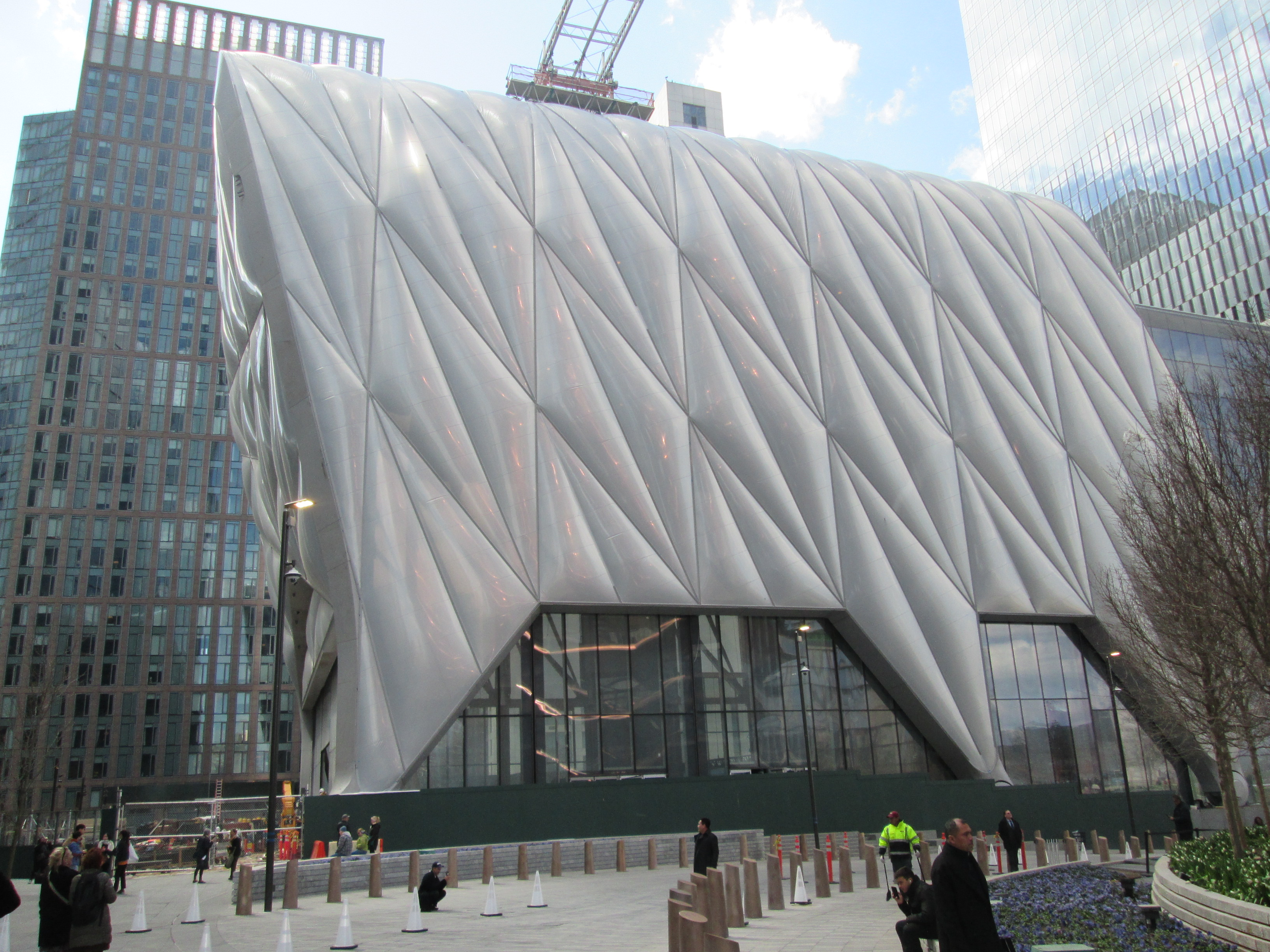
Centre culturel The Shed.
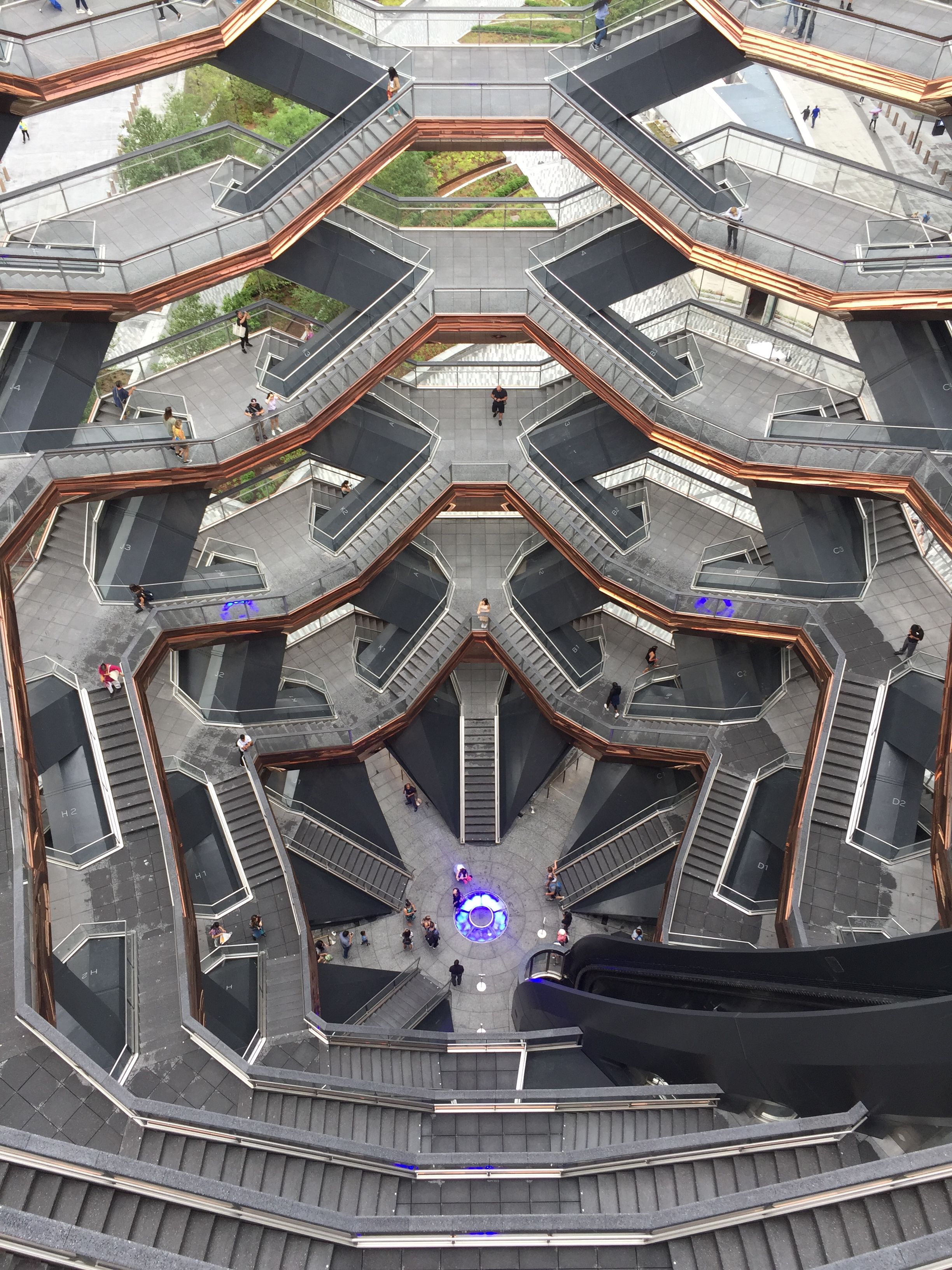
Structure The Vessel.
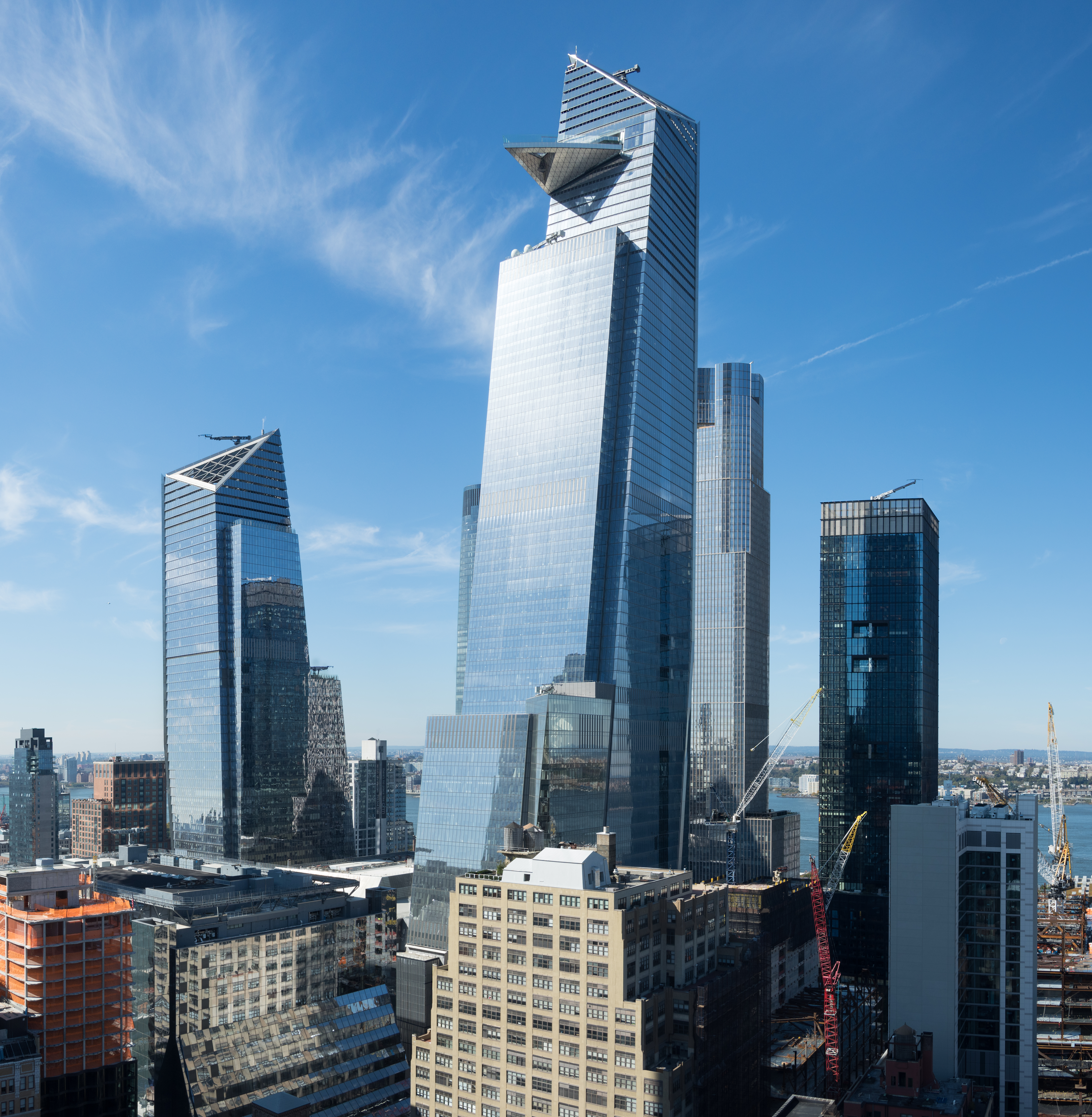
Hudson Yards. On aperçoit 10 Hudson Yards, 15 Hudson Yards presque caché derrière 30 Hudson Yards au centre, puis 35 Hudson Yards, enfin 55 Hudson Yards. Octobre 2019.
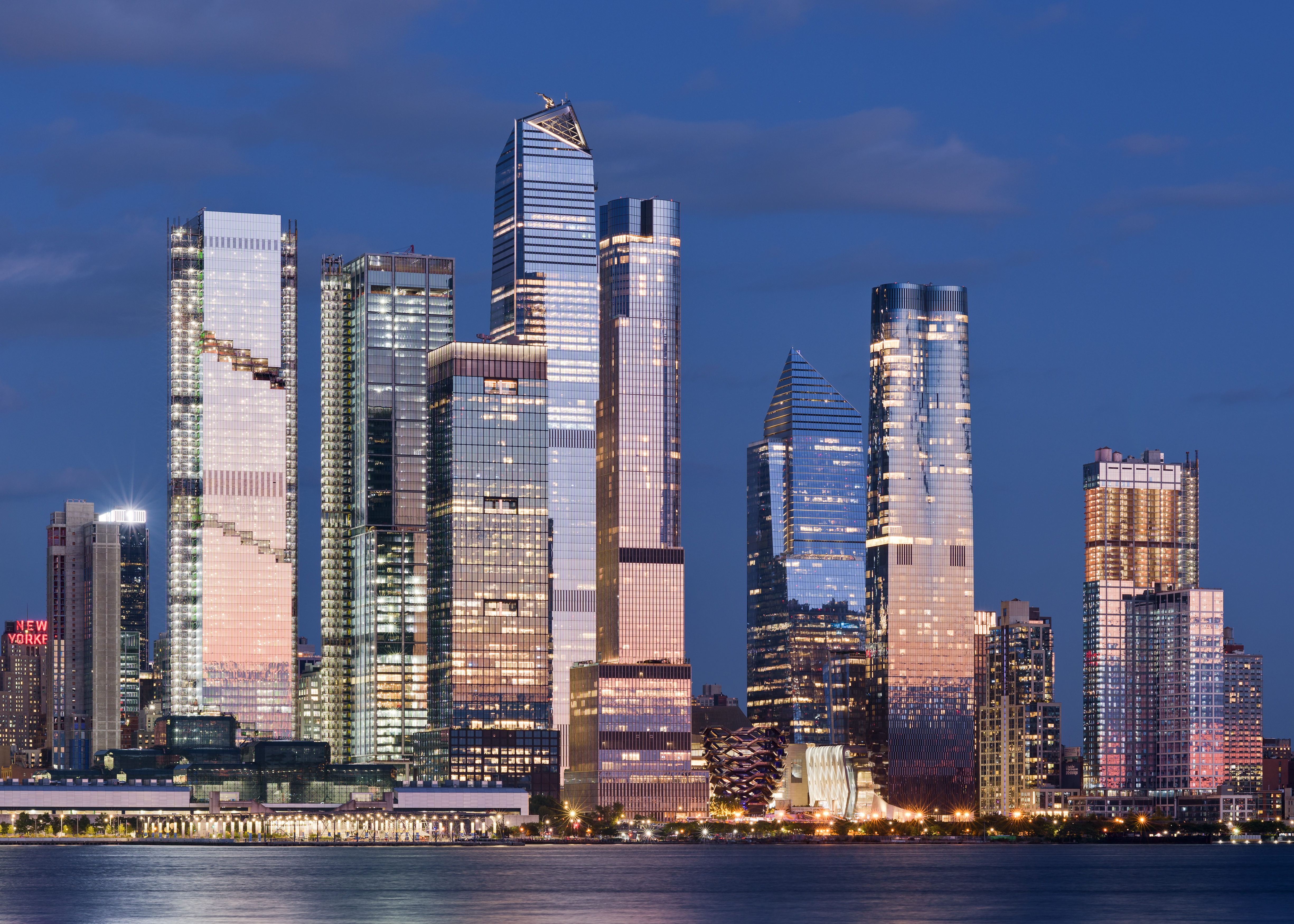
Hudson Yards depuis Weehawken. Septembre 2021.